# 三田裕介
三田 裕介（みた ゆうすけ、1989年10月24日 - ）は、合同会社LAの代表。La dorē Academy.を運営している。日本の元陸上競技選手。専門は長距離走。早稲田大学卒業後、JR東日本等に所属。RUNNING SCIENCE  LABの創設メンバー。メイクス陸上競技部の実業団監督を務めた。　

## 人物･略歴
愛知県出身。豊川工業高校、早稲田大学スポーツ科学部卒業後、JR東日本、NTNに所属した。
中学生の時に先生に誘われて陸上を始める。野球部と陸上部を掛け持ちしていた。3年時には全中で5位、ジュニアオリンピック3000mで2位、都道府県対抗男子駅伝で2区を走り区間賞獲得。5Kは15分10秒、10Kは31分32秒など、世代のトップ選手に上り詰めた。
高校は駅伝の名門豊川工業高校に進学。全国高校駅伝では1年時に3区区間賞。戦後、高校1年生としては初めて。3年時にはエースが集う1区で日本人1位となった。トラック種目は、1年時に国民体育大会の少年B3000mにて独走で優勝。高校1年生日本歴代最高記録を樹立(高校歴代5位)。5000mは14分13秒(高1歴代3位)を記録する。2年は過度な貧血で低迷したが、3年時の佐賀インターハイで5000m4位(日本人2位)となるなど復活して活躍した。
大学は高校3年時の佐賀インターハイで日本人1位となった八木勇樹を誘い、一緒に早稲田大学スポーツ科学部に入学。なお早稲田大学には佐賀インターハイで八木、三田に次ぐ日本人3位となった中山卓也も入学し、インターハイの5000m日本人トップ3が同じ大学に進学することとなり業界内外で話題となった。
2008年世界ジュニア選手権10000m日本代表。2009年の第85回箱根駅伝では4区を走り、1年生ながら区間新の走りで区間賞を獲得した。その後不調に悩まされた時期も長かったが、3年時の第87回箱根駅伝では再び返り咲き、7区を任せられた。三田は1位でタスキを受け取ると序盤から積極的な走りで後続を1分以上の差をつけ、早稲田大学の18年ぶり13回目の総合優勝に大きく貢献した。この年、早稲田は、出雲駅伝、全日本大学駅伝、箱根駅伝の全てを大会新記録で制し、学生三大駅伝三冠を達成した。
大学卒業後JR東日本に入社。実業団選手として陸上を続けるが思うような結果が出ず、JR東日本入社から3年も経たない2015年1月31日をもって13年間の現役生活にピリオドを打つことになった。
現役引退発表後の2015年の春にNTN陸上競技部に入部。選手として再スタートを切るも、2016年に引退。2017年までNTNで勤務し、退社。
2017年5月10日に、大学時代のチームメイトである八木勇樹とともに、日建総業株式会社が運営する、高地トレーニングの再現や走る能力が測定できる施設SPORTS・SCIENCE・LAB（現在はRUNNING SCIENCE LAB）を東京表参道に設立し、代表に就任する。2021年3月末をもって、退任。
2021年4月から株式会社メイクス陸上競技部の監督に就任。2023年10月に株式会社メイクスを退職し、独立。現在は東京港区内で、La dorē Academyを運営している。

## 自己ベスト
- 5000m :13分47秒16
- 10000m ：28分15秒02
- ハーフマラソン：1時間03分47秒